# Elaeocarpus kwangsiensis
Elaeocarpus kwangsiensis är en tvåhjärtbladig växtart som beskrevs av Hung T. Chang. Elaeocarpus kwangsiensis ingår i släktet Elaeocarpus och familjen Elaeocarpaceae. Inga underarter finns listade i Catalogue of Life.